# Bizottság általi tervezés
A bizottság általi tervezés azt fejezi ki, hogy egy projektet vagy terméket egy csapat anélkül dolgozott ki, hogy egységesítette volna a látásmódot.
Egy kifejező aforizma az Amerikai Egyesült Államokból származik az 1950-es évekből: A teve egy ló, amit egy bizottság tervezett.
A bizottság általi tervezésre akkor hivatkoznak, ha a végeredmény elmarad az optimálistól. Ennek oka, hogy kompromisszumokat kellett kötni a követelmények és a bizottság tagjainak meglátása között, vagy pedig technikai ismeretek  hiányoznak, és a vezetőkészség gyenge. Következményei: szükségtelen bonyolultság, belső inkonzisztencia, logikai hibák, banalitás, és az egységes látásmód hiánya.
A demokratikus döntéshozással szembeállítható a diktatórikus vagy autoriter tervezés, ahol a tervet a projekt vezetője alkotja meg; a csapat legfeljebb csak javaslatokat tehet, amiket a vezető vagy elfogad, vagy elutasít. A tervért a vezető a felelős, és senki más.
A technikai szakzsargon gyakran hivatkozik az antimintára, ami indokolja, hogy a tervet egy személy alkossa meg, és a technikai minőséget támogatja a politikai kompromisszumokkal szemben. Szintén gyakori a számítástechnikában, különösen programozási nyelvek és technikai szabványok kialakításával kapcsolatban, ahogy az a USENET archívumaiban is megtalálható. A tervezés más területei is előszeretettel használják, például a grafikus tervezés, architektúra vagy ipari tervezés, mint népszerűtlen vagy csúnyának tartott autótípusoknál.
A bizottság általi tervezésre példa az aszinkron átviteli mód (ATM) cellamérete, ami 53. Ennek politikai okai vannak. Amikor a  CCITT a szabványt tervezte, akkor az európaiak 32-es, az amerikaiak 64-es méretet javasoltak. Az amerikaiak meggyőztek több európai tagot, de a franciák és még néhány más ország képviselői ragaszkodtak a 32-höz. Így végül az 53 lett a kompromisszum: 5 a fejlécnek, 48 a tartalomnak.
Egy másik példa egy iskola Liverpool közelében, ami több más iskola összeolvasztásából jött létre. 2009-ben kompromisszumként az összes iskola nevét megőrizte, így hivatalos neve Knowsley Park Centre for Learning, Serving Prescot, Whiston and the Wider Community lett. 2016-ban az igazgatónő átnevezte a köznapi nevére: Prescot School lett.

## Fordítás
Ez a szócikk részben vagy egészben  a   Design by committee című angol Wikipédia-szócikk fordításán alapul.  Az eredeti cikk szerkesztőit annak laptörténete sorolja fel. Ez a jelzés csupán a megfogalmazás eredetét és a szerzői jogokat jelzi, nem szolgál a cikkben szereplő információk forrásmegjelöléseként.